# John Derek
John Derek, właściwie Derek Delevan Harris (ur. 12 sierpnia 1926 w Hollywood w stanie Kalifornia, zm. 22 maja 1998 w Santa Maria w stanie Kalifornia) – amerykański aktor, reżyser, producent filmowy, scenarzysta i fotograf.
8 lutego 1960 otrzymał własną gwiazdę w Alei Gwiazd w Los Angeles znajdującą się przy 6531 Hollywood Boulevard. 

## Życiorys
Urodził się w Hollywood jako syn aktorki Dolores Johnson i reżysera Williama Lawsona Harrisa.
W 1943 w wieku 17 lat podpisał kontrakt z Davidem O. Selznickim i zadebiutował na ekranie jako statysta w melodramacie wojennym Johna Cromwella Od kiedy cię nie ma (Since You Went Away). Swoją karierę aktorską rozpoczął od niewielkich ról w dramacie wojennym Od kiedy cię nie ma (Since You Went Away, 1944) i dramacie familijnym Będę cię widzieć (I’ll Be Seeing You, 1944) jako porucznik Bruce, zanim został powołany do United States Army i odbywał służbę wojskową na Filipinach i w Japonii pod koniec II wojny światowej.
Po wojnie znalazł się w obsadzie kryminalnych filmów-noir – Podwójne życie (A Double Life, 1947) jako nieodrodzony zabójca Nick „Śliczny chłopiec” Romano i Pukać do każdych drzwi (Knock on Any Door, 1949) w roli żołnierza z Humphreyem Bogartem. Powodzenie dramatu Wszyscy ludzie króla (All the King’s Men, 1949) uczyniło z niego idola. Zagrał Robin Hooda w dramacie przygodowym Łotry z Lasu Sherwood (Rogues of Sherwood Forest, 1950) i wcielił się w postać biblijną Jozuego w hollywoodzkiej monumentalnej opowieści o Mojżeszu w reżyserii Cecila B. DeMille’a Dziesięcioro przykazań (The Ten Commandments, 1956).
W 1965 zadebiutował jako reżyser dwóch dramatów z udziałem swojej ówczesnej żony Ursuli Andress – wojennego Dzień, w którym zginiemy (Once Before I Die, 1965) i kryminalnego Koszmar w słońcu (Nightmare in the Sun, 1965). Zasiadł za kamerę ponownie pod koniec lat 60., realizując dramaty – Jak chłopak...jak dziewczyna (A Boy... a Girl, 1969) i Wyznania Toma Harrisa (Childish Things, 1969), gdzie zagrała jego trzecia żona Linda Evans. Po realizacji obrazu erotycznego Kocham cię (Love You, 1980), zajął się karierą filmową swojej czwartej żony Bo Derek. Jednak po premierze jego sensacyjnego filmu przygodowego Tarzan, człowiek małpa według (Tarzan, the Ape Man, 1981) krytycy nie zostawili suchej nitki, przyznając pięć nominacji do Złotej Maliny (w tym za najgorszą reżyserię) i wręczając tę antynagrodę dla najgorszej aktorki. Zupełnie bez echa przeszedł jego dramat Fantazje (Fantasies, 1981) z główną rolą Bo Derek, a melodramat Bolero (1984) doczekał się sześć Złotych Malin (w tym dla najgorszego reżysera) oraz cztery nominacje do tej antynagrody. Jego ostatni film – komedia romantyczna fantasy Duchy nie mogą tego robić (Ghosts Can’t Do It, 1990), gdzie jego żona pojawiła się u boku Anthony’ego Quinna, otrzymał cztery Złote Maliny (m.in. dla najgorszego reżysera) i oprócz tego pięć nominacji do tej antynagrody.
W 1995 zrealizował dwa teledyski Shanii Twain do piosenek „Whose Bed Have Your Boots Been Under?” i „Any Man of Mine”.

## Życie prywatne
Był czterokrotnie żonaty. 9 października 1948 zawarł związek małżeński z Pati Behrs, z którą miał syna Russella Andre (ur. 13 kwietnia 1950, zm. 21 sierpnia 1999; w 1969 został sparaliżowany od klatki piersiowej w dół w wypadku motocyklowym) i córkę Sean Catherine (ur. 16 października 1953). 3 kwietnia 1956 rozwiedli się. Od 
2 lutego 1957 do 25 kwietnia 1966 był żonaty z Ursulą Andress. W latach 1968–1974 był mężem Lindy Evans. 10 czerwca 1976 poślubił Bo Derek, z którą tworzył związek małżeński aż do śmierci.

### Śmierć
Zmarł w Marian Medical Center w Santa Maria w wieku 71 lat na chorobę układu krążenia.

## Filmografia

### obsada aktorska
- 1944: Od kiedy cię nie ma (Since You Went Away)
- 1944: Będę cię widzieć (I'll Be Seeing You) jako porucznik Bruce
- 1947: Podwójne życie (A Double Life)
- 1949: Pukać do każdych drzwi (Knock on Any Door)
- 1949: Wszyscy ludzie króla (All the King’s Men)
- 1950: Łotry z Lasu Sherwood (Rogues of Sherwood Forest)
- 1956: Dziesięcioro przykazań (The Ten Commandments) jako Jozue
- 1960: Exodus jako Taha

### reżyser
- 1965: Dzień, w którym zginiemy (Once Before I Die)
- 1965: Koszmar w słońcu (Nightmare in the Sun)
- 1969: Jak chłopak...jak dziewczyna (A Boy... a Girl)
- 1969: Wyznania Toma Harrisa (Childish Things)
- 1980: Kocham cię (Love You)
- 1981: Tarzan, człowiek małpa według (Tarzan, the Ape Man)
- 1981: Fantazje (Fantasies)
- 1984: Bolero
- 1990: Duchy nie mogą tego robić (Ghosts Can't Do It)
- 1995: teledysk Whose Bed Have Your Boots Been Under? - wyk. Shania Twain
- 1995: teledysk Any Man of Mine - wyk. Shania Twain